# Железный луч
«Железный луч» (ивр. קֶרֶן בַּרְזֶל‎ — «Ке́рен барзе́ль»; англ. Iron Beam — «А́йрон бим») или «Щит света» (ивр. מגן אור‎ — «Маген Ор»; англ. Light Shield — «Лайт шилд») — тактическая израильская система ПРО на основе лазерного оружие, предназначенная для перехвата и уничтожения реактивных снарядов, ракет сверхмалого и малого радиуса действия, летательных аппаратов (включая БПЛА, мультикоптеры и дельтапланы) на дальности до 10 километров.

## Описание
Система использует луч волоконного лазера мощностью 100 кВт (по оценкам экспертов) в качестве поражающего фактора и предназначена для уничтожения артиллерийских снарядов, артиллерийских мин и ракет ближнего радиуса действия, слишком маленьких для того, чтобы их мог эффективно перехватывать «Железный купол». Кроме того, система сможет уничтожать и малые БПЛА.
«Железный луч» уничтожает цели, облучая их в течение 4—5 секунд. Главные преимущества лазера перед ракетами-перехватчиками — более низкая стоимость выстрела (около тысячи долларов), неограниченный боезапас, более низкая стоимость обслуживания и меньшая численность оружейного расчёта, быстрое поражение цели.
В состав комплекса входят радиолокационная установка, пункт управления и две лазерные установки. Монтируется на грузовые автомобильные шасси. Лазерные установки смонтированы внутри стандартных грузовых контейнеров.

## История
Израильский военный концерн Rafael впервые продемонстрировал систему на выставке в Сингапуре 11 февраля 2014 года, где сообщил, что было проведено свыше ста испытаний, в которых система наводилась на артиллерийские мины и снаряды, а также сбивала небольшие БПЛА. О мощности лазера было сказано, что она составляет «десятки киловатт» и будет доведена до сотен кВт.
Разработка «Железного луча» финансируется преимущественно Министерством обороны Израиля.
Эта система станет пятой в эшелонированной израильской ПРО, в дополнение к системам «Хец-3», «Хец-2», «Праща Давида» и «Железный купол».
20 ноября 2023 года система осуществила первый в истории боевой перехват с применением лазера, сбив миномётный снаряд, выпущенный по израильской территории из Ливана.